# NGC 4099-2
NGC 4099-2 في الفهرس العام الجديد، هي مجرة، تقع في كوكبة . وقد أضيفت لاحقًا إلى الفهرس العام الجديد.

## روابط خارجية
- NGC 4099-2 على موقع ويكي سكاي: DSS2, SDSS, GALEX, IRAS, Hydrogen α, X-Ray, Astrophoto, Sky Map, Articles and images